# Bierawa (gmina)
Pour la localité, voir Bierawa.

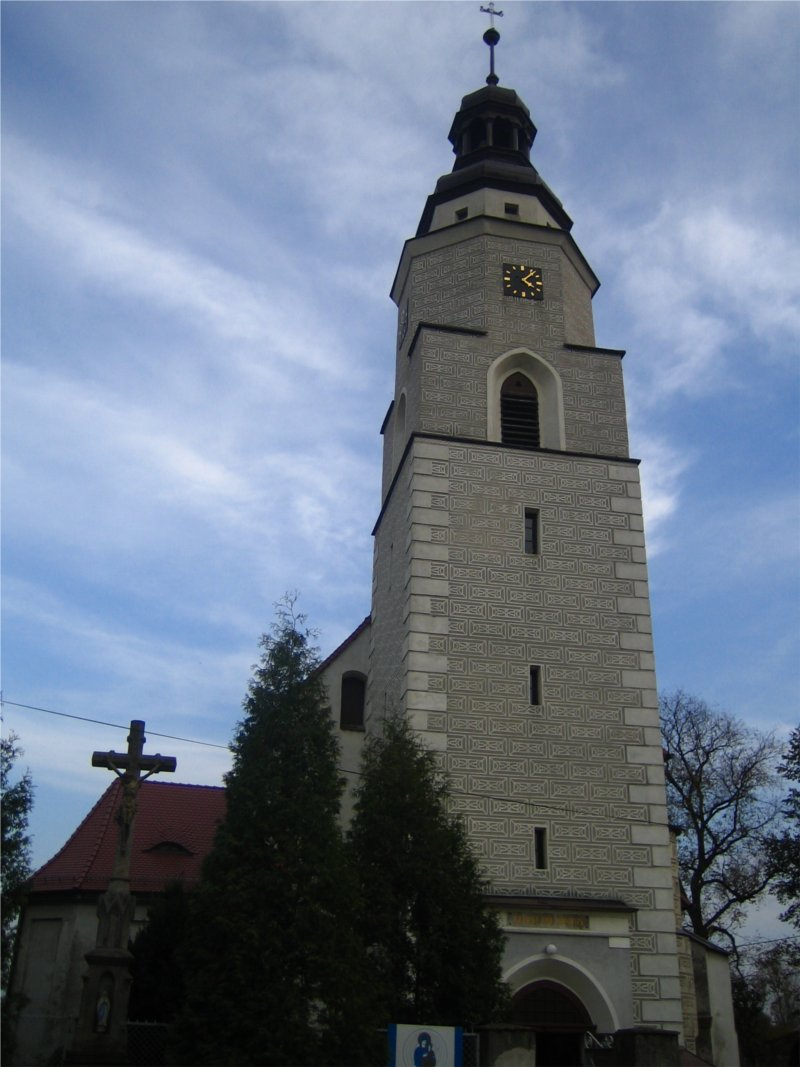
Église de Bierawa, Silésie

Bierawa est une gmina rurale du powiat de Kędzierzyn-Koźle, Opole, dans le sud-ouest de la Pologne. Son siège est le village de Bierawa, qui se situe environ 8 km au sud-est de Kędzierzyn-Koźle et 48 km au sud-est de la capitale régionale Opole.
La gmina couvre une superficie de 119,24 km2 pour une population de 8 046 habitants.

## Géographie
La gmina inclut les villages de Bierawa, Brzeźce, Dziergowice, Goszyce, Grabówka, Korzonek, Kotlarnia, Lubieszów, Ortowice, Solarnia, Stara Kuźnia et, Stare Koźle
La gmina borde les gminy de Kuźnia Raciborska, Rudziniec, Sośnicowice et Toszek.